# Санта Флавија
Санта Флавија (итал. Santa Flavia) је насеље у Италији у округу Палермо, региону Сицилија.
Према процени из 2011. у насељу је живело 9365 становника. Насеље се налази на надморској висини од 26 м.

## Становништво
Према резултатима пописа становништва 2011. у општини је живело 10.751 становника.
| 1931. | 1936. | 1951. | 1961. | 1971. | 1981. | 1991. | 2001. | 2011.  |
| ----- | ----- | ----- | ----- | ----- | ----- | ----- | ----- | ------ |
| 5.335 | 5.881 | 7.489 | 7.842 | 7.412 | 7.850 | 8.545 | 9.535 | 10.751 |

## Партнерски градови
- Ondarroa